# Choroba van Buchema
Choroba van Buchema (łac. hyperostosis corticalis generalisata, ang. van Buchem syndrome, VBCH) – rzadka choroba uwarunkowana genetycznie. Choroba van Buchema spowodowana jest dużą delecją 52 kpz około 35 kpz w dół od locus genu SOST, obejmującą tzw. SOST-specific regulatory element. Podobny fenotyp określany jako typ 2 choroby van Buchema spowodowany jest mutacjami genu LRP5 w locus 11q13.4. Dziedziczenie typu 1 jest autosomalne recesywne, w typie 2 autosomalne dominujące.

## Mapowanie
Zespół Balemansa w 1997 r. zbadał 11 pacjentów z chorobą van Buchema z bardzo wsobnej holenderskiej rodziny mieszkającej w małej wyizolowanej grupie etnicznej w Holandii. Wszyscy pacjenci mieli wspólnego przodka około 9 pokoleń wcześniej. W genomie w poszukiwaniu powiązań z wykorzystaniem ponad 300 markerów mikrosatelitarnych o średnim rozstawie 10 cm, badacze znaleźli maksymalną LOD wynik 9,33 przy theta = 0,01 z markera D17S1299. Są one zwężone przyporządkowania do regionu mniejszej niż 1 cm pomiędzy markerami D17S1787 i D17S934. Nie stwierdzono rekombinacji z wewnątrzgenowym mikrosatelitarnym markerem receptora hormonu tarczycy, alfa-1 genu (190120), co oznacza mapowanie rozkładu 17q11.2.

## Fenotyp
Na obraz kliniczny zespołu van Buchema składają się:
- hiperostoza korowa kości czaszki
- atrofia nerwu wzrokowego spowodowana uciskiem na nerw
- utrata słuchu
- bóle głowy
- porażenie nerwu twarzowego
- osteoskleroza
- pogrubienie kory kości długich
- hiperfosfatemia